# Georgenbrunnen (Darmstadt-Kranichstein)
Der Georgenbrunnen ist ein Brunnen nordöstlich von Darmstadt-Kranichstein auf der Gemarkung von Darmstadt-Arheilgen.

## Geschichte und Beschreibung
Der Georgenbrunnen liegt am Südrand des Naturschutzgebiets Silzwiesen von Darmstadt-Arheilgen an der Arheilger Viehtrift. Die ummauerte Brunnenanlage stammt aus der zweiten Hälfte des 19. Jahrhunderts. Im Jahre 1937 wurde die Anlage erneuert. Benannt wurde der Brunnen nach Georg Wilhelm von Hessen-Darmstadt.